# GM 패밀리 2 엔진
GM 패밀리 2 엔진(Family II Engine)은 GM의 독일 계열사인 오펠이 1970년대 말에 개발한 직렬 4기통 가솔린 엔진으로, 1981년부터 생산했다. 이후 GM의 여러 자회사들에 의해 설계가 바뀌어 생산되고 있다. 약칭으로 FAM2라고도 한다.
GM대우의 변형 모델은 배기량 1.5L, 1.6L, 1.8L, 2.0L, 2.2L, 2.4L의 것이 있고, SC-1/D-TEC/E-TEC II 등의 이름으로 칼로스, 젠트라, 라세티 등에 쓰이고 있다. 오랜 설계를 가진 엔진이고 2009년 말 생산을 중지하였다.